# Přebor Zlínského kraje
Přebor Zlínského kraje tvoří společně s ostatními krajskými přebory skupiny páté nejvyšší fotbalové soutěže v České republice. Je řízen Zlínským krajským fotbalovým svazem. Hraje se každý rok od léta do jara se zimní přestávkou. Účastní se ho 14 týmů ze Zlínského kraje, každý s každým hraje jednou na domácím hřišti a jednou na hřišti soupeře, celkem se tedy hraje 26 kol. Premiérovým ročníkem byl 1969/70.
V sezonách 1998/99 a 2006/07 byla soutěž dohrána za lichého počtu účastníků (15).
Z důvodu pandemie covidu-19 v Česku byl ročník 2019/20 z rozhodnutí FAČR ukončen po třinácti odehraných kolech.

## Postupový a sestupový klíč
Vítězem se stává tým s nejvyšším počtem bodů v tabulce a postupuje do Divize D nebo Divize E (dle geografické polohy vítězného týmu). Poslední tým sestupuje do I. A třídy (skupiny A a B) podle spádovosti. Do Přeboru Zlínského kraje postupují vítězové obou skupin I. A třídy. Pokud do přeboru nesestoupí tým z divize, pak je počet účastníků doplněn lepším týmem ze druhého místa obou skupin I. A třídy.

## Vývoj názvu, úrovně a počtu účastníků
- 1960 – 1969 viz Přebor Jihomoravského kraje a Přebor Moravskoslezského kraje
- 1969 – 1972 Středomoravský župní přebor (jedna ze skupin 5. nejvyšší soutěže, 14 účastníků)
- 1972 – 1991 viz Přebor Jihomoravského kraje a Přebor Moravskoslezského kraje
- 1991 – 1993 Středomoravský župní přebor (jedna ze skupin 5. nejvyšší soutěže, 14 účastníků)
- 1993 – 2002 Středomoravský župní přebor (jedna ze skupin 5. nejvyšší soutěže, 16 účastníků)
- 2002 – 2012 Přebor Zlínského kraje (jedna ze skupin 5. nejvyšší soutěže, 16 účastníků)
- 2012 – dosud Přebor Zlínského kraje (jedna ze skupin 5. nejvyšší soutěže, 14 účastníků)

## Vítězové
Zdroje: 
| Ročník  | Vítězný tým                    |
| ------- | ------------------------------ |
| 1969/70 | TJ Hanácká Slavia Kroměříž     |
| 1970/71 | TJ Fatra Napajedla             |
| 1971/72 | TJ Spartak Uherský Brod        |
| 1991/92 | FC TVD Slavičín                |
| 1992/93 | TJ Zbrojovka Vsetín            |
| 1993/94 | TJ Trnava                      |
| 1994/95 | FC Alfa Slušovice „B“          |
| 1995/96 | FC Elseremo Brumov             |
| 1996/97 | FCS Mysločovice                |
| 1997/98 | TJ FS Napajedla                |
| 1998/99 | FK Bystřice pod Hostýnem       |
| 1999/00 | SK VTJ Spartak Hulín           |
| 2000/01 | FK Mutěnice                    |
| 2001/02 | FC Morkovice                   |
| 2002/03 | ČSK Uherský Brod               |
| 2003/04 | FC Velké Karlovice + Karolinka |
| 2004/05 | FC Morkovice                   |
| 2005/06 | SK Spartak Hulín               |
| 2006/07 | FC Vsetín                      |
| 2007/08 | TJ Valašské Meziříčí           |

| Ročník  | Vítězný tým                                               |
| ------- | --------------------------------------------------------- |
| 2008/09 | FC Slovácká Sparta Spytihněv (postoupil ČSK Uherský Brod) |
| 2009/10 | FC RAK Provodov                                           |
| 2010/11 | FC Slovácká Sparta Spytihněv                              |
| 2011/12 | FC Morkovice                                              |
| 2012/13 | ČSK Uherský Brod                                          |
| 2013/14 | FC Velké Karlovice + Karolinka                            |
| 2014/15 | FC Vsetín                                                 |
| 2015/16 | SFK ELKO Holešov                                          |
| 2016/17 | FK Luhačovice                                             |
| 2017/18 | FC RAK Provodov (postup odmítl)                           |
| 2018/19 | TJ Skaštice                                               |
| 2019/20 | FC Kvasice                                                |
| 2020/21 | Bez vítěze                                                |
| 2021/22 | SK Baťov 1930                                             |
| 2022/23 | FC Strání                                                 |
| 2023/24 | FC Kvasice                                                |

### Vícenásobní vítězové
- 3 – ČSK Uherský Brod (1971/72 jako TJ Spartak Uherský Brod, 2002/03 a 2012/13)
- 3 – FC Vsetín (1992/93 jako TJ Zbrojovka Vsetín, 2006/07 a 2014/15)
- 3 – FC Morkovice (2001/02, 2004/05 a 2011/12)
- 2 – TJ FS Napajedla (1970/71 jako TJ Fatra Napajedla a 1997/98)
- 2 – SK Spartak Hulín (1999/00 jako SK VTJ Spartak Hulín a 2005/06)
- 2 – FC Velké Karlovice + Karolinka (2003/04 a 2013/14)
- 2 – FC Slovácká Sparta Spytihněv (2008/09 a 2010/11)
- 2 – FC RAK Provodov (2009/10 a 2017/18)